# Lapeirousia dolomitica
Lapeirousia dolomitica är en irisväxtart som beskrevs av Moritz Kurt Dinter. Lapeirousia dolomitica ingår i släktet Lapeirousia och familjen irisväxter.

## Underarter
Arten delas in i följande underarter:
- L. d. dolomitica
- L. d. lewisiana